# Gabriel Felbermayr

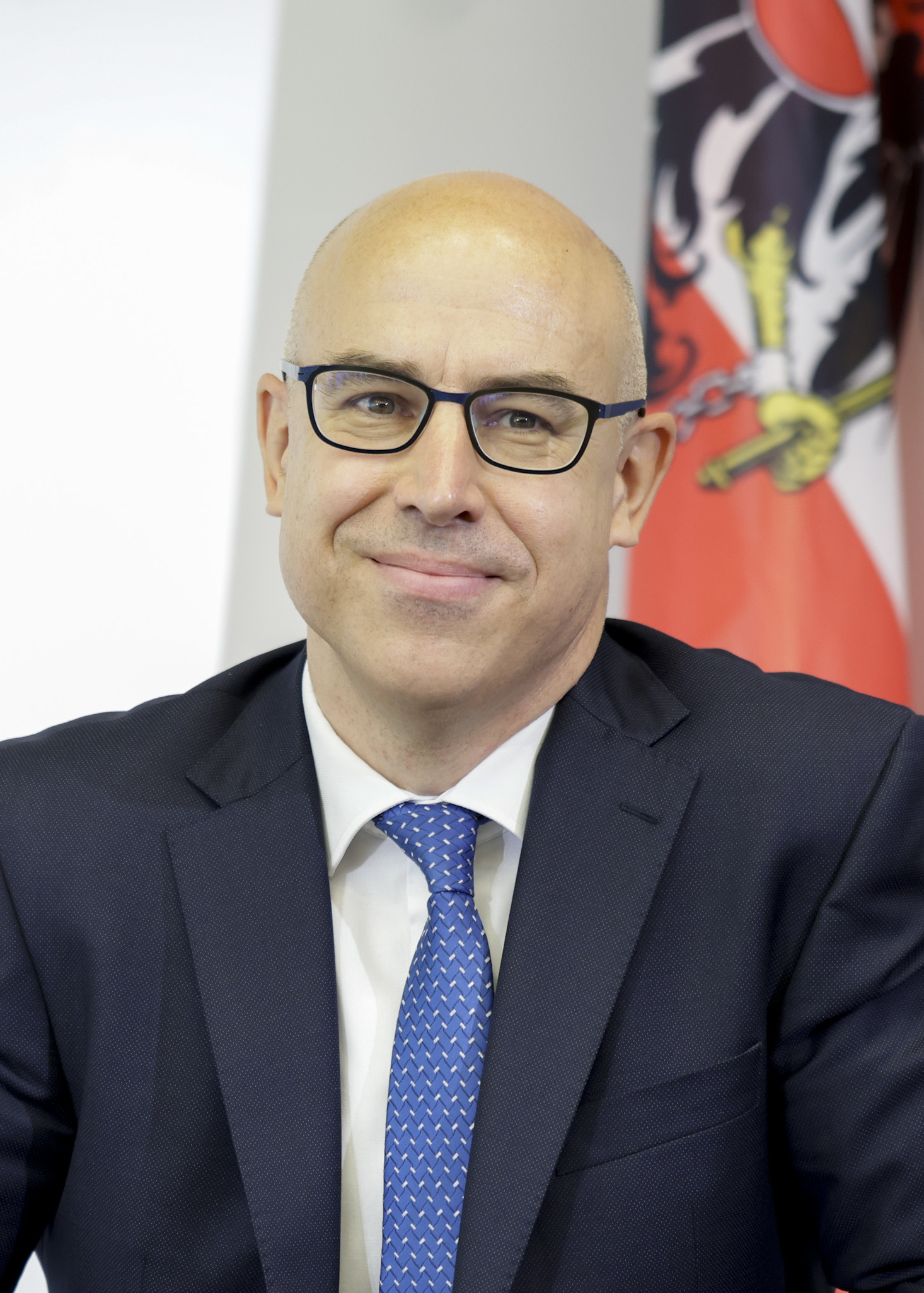
Gabriel Felbermayr (2021)

Gabriel Felbermayr (* 24. Juni 1976 in Steyr) ist ein österreichischer Wirtschaftswissenschaftler. Seit dem 1. März 2019 war Felbermayr Präsident des Kieler Instituts für Weltwirtschaft (IfW). Seit dem 1. Oktober 2021 ist er Direktor des Österreichischen Instituts für Wirtschaftsforschung (WIFO).

## Leben
Felbermayr studierte ab 1995 Volkswirtschaftslehre an der Johannes Kepler Universität Linz (Magister mit Auszeichnung 2000). Anschließend forschte er am Europäischen Hochschulinstitut in Florenz, wo er 2004 zum Ph.D. promoviert wurde. Von Juli 2003 bis Mai 2004 hatte Felbermayr eine Stelle als Universitätsassistent an der Universität Linz; anschließend arbeitete er bis März 2005 als Associate Consultant für McKinsey & Company in Wien. Im April 2005 wurde er Akademischer Rat auf Zeit am Lehrstuhl von Wilhelm Kohler an der Eberhard Karls Universität Tübingen. Dort habilitierte er sich 2008 und folgte 2009 einem Ruf auf die Professur für Volkswirtschaftslehre, insbesondere Außenwirtschaft, an der Universität Hohenheim. 2010 wechselte Felbermayr an das Ifo Institut für Wirtschaftsforschung an der Ludwig-Maximilians-Universität München, wo er ab April 2011 eine Stiftungsprofessur innehatte.
Zum 1. März 2019 wurde Felbermayr als Nachfolger von Dennis J. Snower Präsident des Kieler Instituts für Weltwirtschaft (IfW Kiel).  Mit der Position verbunden war eine Professur für Volkswirtschaftslehre, insbesondere Wirtschaftspolitik, an der Christian-Albrechts-Universität zu Kiel (CAU). Am 1. Oktober 2021 übernahm er die Leitung des Österreichischen Instituts für Wirtschaftsforschung, als der bisherige Leiter Christoph Badelt in den Ruhestand ging. Felbermayr ist zudem Professor an der Wirtschaftsuniversität Wien.
Felbermayr ist u. a. Mitglied des Wissenschaftlichen Beirats des deutschen Bundesministeriums für Wirtschaft und Klimaschutz sowie im Wissenschaftlichen Beirat der wirtschaftspolitischen Zeitschrift Wirtschaftsdienst.
Gabriel Felbermayr ist verheiratet mit einer Französin und hat drei Töchter.

## Positionen
Als Leiter des ifo Zentrums für Außenwirtschaft erforschte er auch die möglichen Auswirkungen des geplanten Transatlantischen Freihandelsabkommens (TTIP) und äußerte sich prinzipiell positiv zum Abkommen, kritisierte aber die fehlende Transparenz der Verhandlungen. Felbermayr bezeichnete zudem die starke Bewegung gegen TTIP in Deutschland als „hysterisch“.
Felbermayr hat 2019 die Klimapolitik Deutschlands kritisiert. Sie wirke nicht und schade der deutschen Wirtschaft, die mit Ländern in Konkurrenz stehe, die einen weniger ambitionierten oder gar keinen Klimaschutz verfolgen. Er sprach sich daher für eine europäische Lösung, z. B. durch ein europäisches System der CO2-Bepreisung in der Form aus, dass Waren, die in den Wirtschaftsraum importiert werden,  gemäß des bei der Produktion verursachten CO2-Gehaltes genauso wie heimische Güter mit einem CO2-Preis belegt werden sollten. Entsprechend diskutiert er die Idee eines Klimazolls.
Felbermayr sprach sich gegen den aufkeimenden Protektionismus – vor allem der USA unter dem damaligen Präsidenten Trump – aus und befürwortete auch hier eine europäische Lösung mit einem starken Gegengewicht zur Handelspolitik der Regierung Trump.
Zur Russlandpolitik der EU erklärte Felbermayer im Februar 2021 gegenüber dem Deutschlandfunk, dass ein Versuch, einen Regimewandel in Russland herbeizuführen, sehr schwer mit wirtschaftlichem Druck zu erreichen sein wird. Den geplanten EU-weiten Ausstieg aus russischem Gas sehe der WIFO-Chef kritisch. Dies mit der Begründung, dass ein gänzlicher Ausstieg lediglich zu neuen Abhängigkeiten führen würde. Er sei nach wie vor für einen Importzoll auf russisches Gas, der den Rohstoff bei Neuverträgen mit Moskau unattraktiver machen würde.
Felbermayr warnt konstant vor einem schleichenden Verlust der Wettbewerbsfähigkeit Österreichs. Einer Übergewinnsteuer sowie einer Rettungsaktion für Kreditnehmer, die sich für einen Kredit mit variabler Verzinsung entschieden haben, könne Felbermayr wenig abgewinnen.

## Preise und Auszeichnungen
- 2000 Franz Weninger Preis der Oesterreichischen Nationalbank
- 2004 Theodor-Körner-Preis
- 2007 Reinhard Selten Preis Verein für Socialpolitik
- 2011 „Handelsblatt“ Ranking
- 2013 Ralph C. d’Arge and Allen Kneese Award
- 2025: Mann des Jahres der Zeitschrift Trend[22][23]

## Schriften
- Meinhard Knoche, Gabriel Felbermayr, Ludger Wößmann: Hans-Werner Sinn und 25 Jahre deutsche Wirtschaftspolitik, Carl Hanser Verlag, München 2016, ISBN 978-3-44644791-2.
- Gabriel Felbermayr, Mario Larch, Lisandra Flach, Erdal Yalcin, Finn Krüger, Sebastian Benz: Dimensionen und Auswirkungen eines Freihandelsabkommens zwischen der EU und den USA: Studie im Auftrag des Bundesministeriums für Wirtschaft und Technologie (BMWi), Ifo Institut für Wirtschaftsforschung an der Universität München e. V., 2013, ISBN 978-3-88512545-7.
  - Kurzfassung (pdf, 10 S.)
  - Volltext (pdf, 163 S.)
- Gabriel Felbermayr, Daniel Göler, Christoph Herrmann, Andreas Kalina: Multilateralismus und Regionalismus in der EU-Handelspolitik, Nomos Verlag, Baden-Baden 2017, ISBN 978-3-84873648-5.
- Gabriel Felbermayr, Michele Battisti, Sybille Lehwald: Entwicklung der Einkommensungleichheit : Daten, Fakten und Wahrnehmungen, Stiftung Familienunternehmen, 2016, ISBN 978-3-94246740-7.
- Was die EU für ihre Bürger leisten sollte (Gastbeitrag in der FAZ, August 2020)
- Gabriel Felbermayr, Martin Braml: Der Freihandel hat fertig: Wie die neue Welt (un) ordnung unseren Wohlstand gefährdet, Amalthea Signum, Wien 2024, ISBN 978-3-99050-266-2.